# Lycaena delsud
Lycaena delsud är en fjärilsart som beskrevs av Wright 1906. Lycaena delsud ingår i släktet Lycaena och familjen juvelvingar. Inga underarter finns listade i Catalogue of Life.